# Rzjysjtjiv
Rzjysjtjiv (ukrainsk: Ржищів, ukrainsk udtale: [ˈrʒɪʃt͡ʃ⁽ʲ⁾iu̯]; russisk: Ржищев; jiddisch: אירזיסטשוב, også kendt under flere alternative navne; polsk: Rzyszczów) er en by i Kyiv oblast (provins) i Ukraine. Administrativt er den regnet som en by af regional betydning .
Byen har en befolkning på omkring 7.277 (2021). Byen har en vigtig flodhavn ved floden Dnepr

## Galleri
- Trinitykirken
- Rzjysjtjiv Humanitære College
- Floden Dnepr nær Rzjysjtjiv